# Maine i Loira
 Maine i Loira  (49) (en francès Maine-et-Loire) és un departament francès situat a la regió de País del Loira.

## Història
El departament de Maine i Loira va ser creat durant la Revolució Francesa, el 4 de març de 1790, i correspon a l'antiga província d'Anjou. Originàriament, el departament es digué Mayenne i Loira. El 12 de desembre de 1791 adoptà la denominació actual.